# کارلو پارولا
کارلو پارولا (به ایتالیایی: Carlo Parola) بازیکن فوتبال و اهل ایتالیا است 

## تیم ملی
از سال ۱۹۴۵ میلادی عضو تیم ملی فوتبال ایتالیا بوده و در ۱۰ بازی ملی حضور داشته‌است. او در بازی‌های ملی‌اش گلی به ثمر نرساند.
کارلو پارولا آخرین بازی ملی خود را در سال ۱۹۵۰ میلادی انجام داد.